# Objaw Simona
Objaw Simona – obecność krwawych wylewów na przedniej powierzchni tarcz międzykręgowych odcinka lędźwiowego kręgosłupa. Jedna z cech zażyciowości powieszenia. 